# Sigi

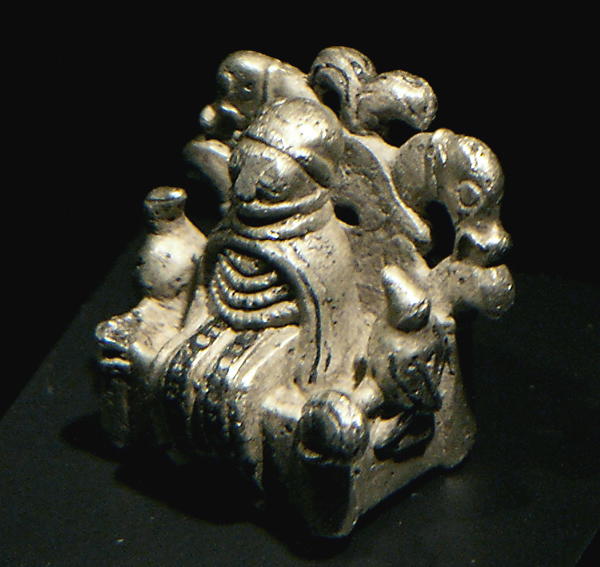
Odin van Lejre, Sigi's vader, op zijn troon met twee raven, zilveren beeldje, 18 mm hoog, c. 900 n. Chr., Denemarken

Sigi is in de Noordse mythologie de grootvader van Völsung, de stamvader van het beroemde Völsung geslacht, waartoe Sigmund en diens zoon Sigurd behoorden. Sigi is volgens de Völsunga-saga de zoon van Odin en de vader van Rerir. Hij werd door zijn zwagers omgebracht. 
In de proloog van de Proza Edda wordt vermeld dat hij over Frakland (het land van de Franken) regeerde. En zijn naam valt in de Nafnapulur, het laatste deel van de Skáldskaparmál van dezelfde Proza Edda. In de Völsunga-sage wordt Hunaland genoemd, wat zowel naar de gebieden van de Franken (Hugones in het Latijn, Hugas in het Oudengels) als van de Hunnen verwijst.
Sigi, een van de zonen van Odin, doodde tijdens een hertejacht de slaaf Bredi, omdat die meer dieren had neergelegd dan hij. Sigi begroef Bredi in een sneeuwberg, maar toch kwam de moord uit en hij moest het land verlaten. Odin gaf hem uit medelijden een schip en metgezellen en Sigi regeerde elders over het Hunnenrijk, tot hij door de broers van zijn vrouw werd gedood. Toen hij terug kwam van een verre tocht, ontdekte zijn zoon Rerir wat er was gebeurd, nam wraak en werd de nieuwe heerser.